# 小行星8885
小行星8885（英語：8885 Sette）是一颗围绕太阳公转的小行星。1994年3月13日，M. Tombelli、V. Goretti在阿夏戈发现了此天体。
这颗小行星的绝对星等为146.6303742195984等。